# 万国公园
万国公园（葡萄牙語：Parque das Nações）是葡萄牙里斯本一个休闲、商业和和居住区。它涵盖了里斯本东北部塔霍河河口附近的的广阔地区，介于里斯本和洛里什（Loures）之间，以前主要用于工业用途。据估计，目前有15000人住在万国公园。
该地区在20世纪90年代经历了巨大的变化，当时这里选定为1998年世界博览会的举办地点。世博会结束后，该地区改用目前的名称，并发生了更多的变化，如新的达伽马商业中心、里斯本的，酒店和许多新的办公室和住宅楼宇。许多世界博览会展馆被保留，以吸引游客，例如世界上最大的水族馆之一，里斯本海洋水族馆（Oceanarium）。

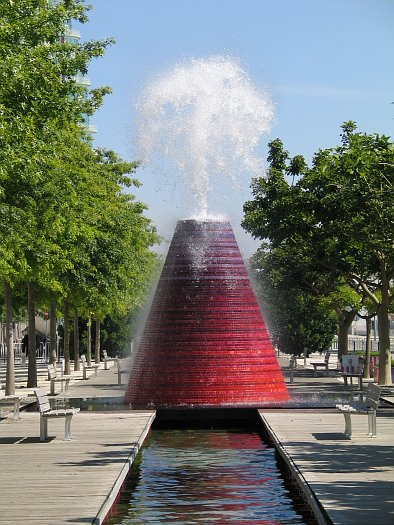
火山喷泉
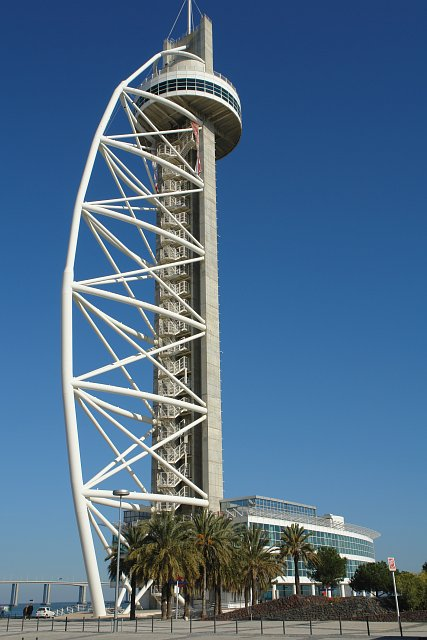
达·伽马塔
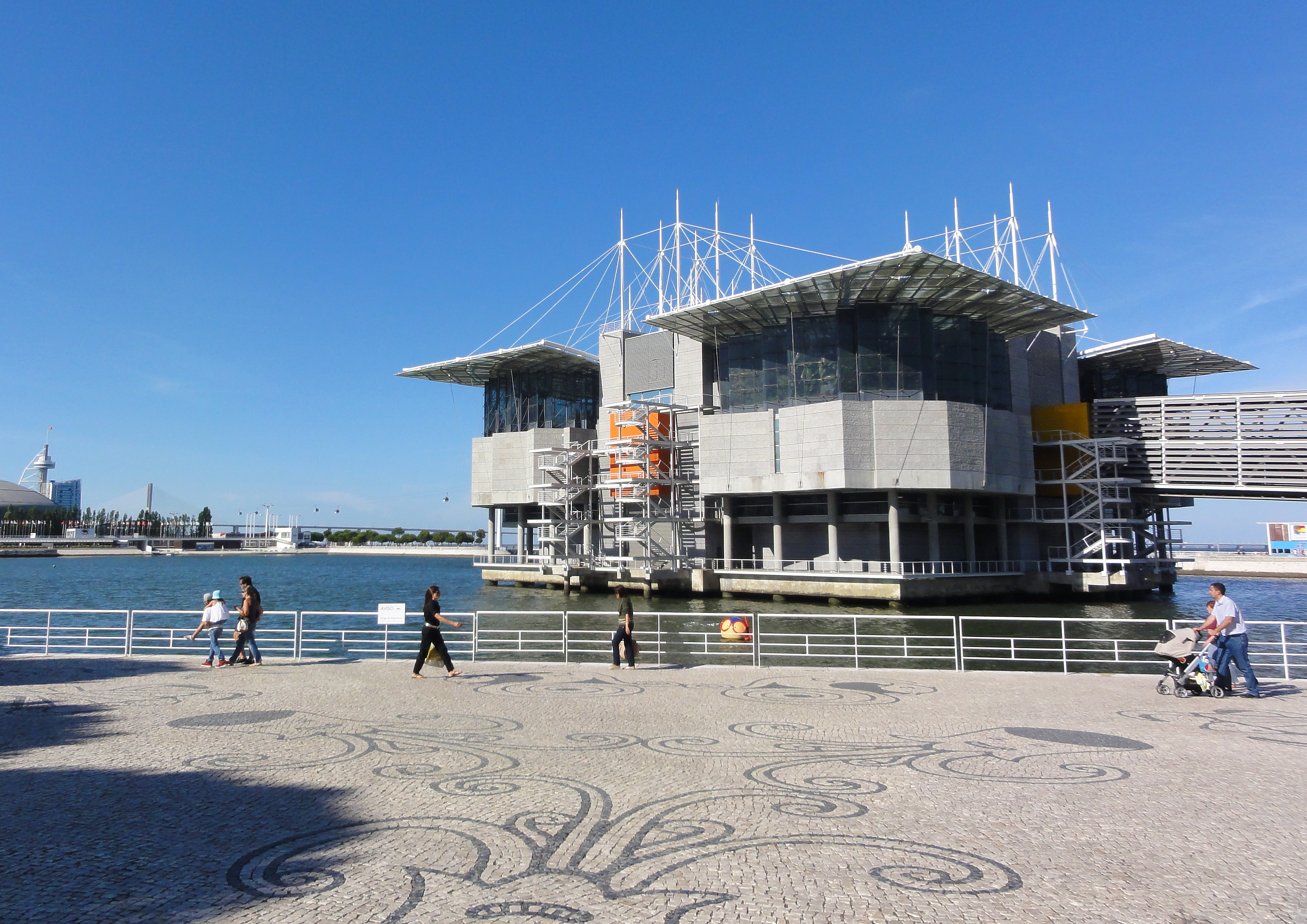
海洋水族馆
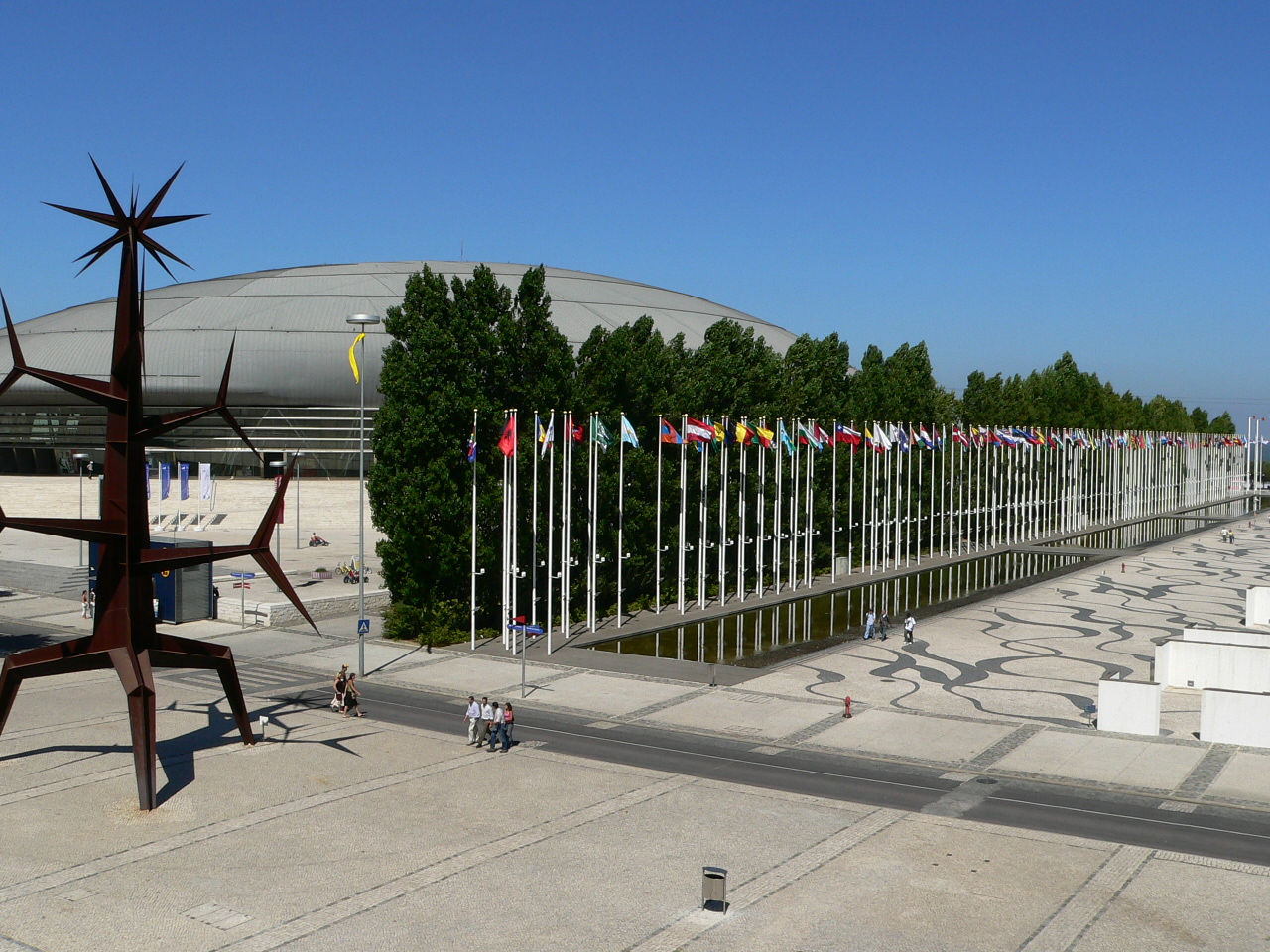
大西洋馆音乐厅
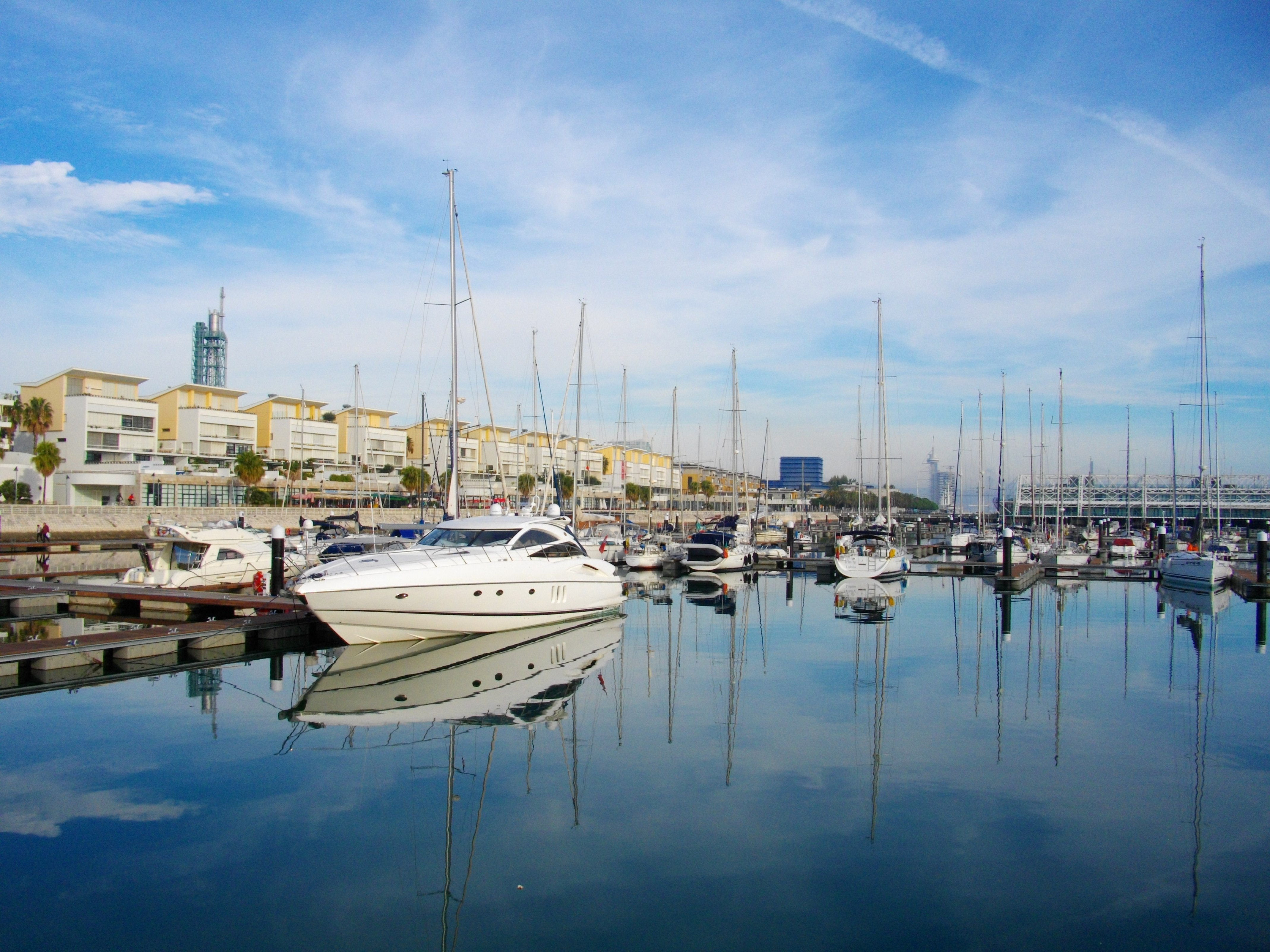
海滨
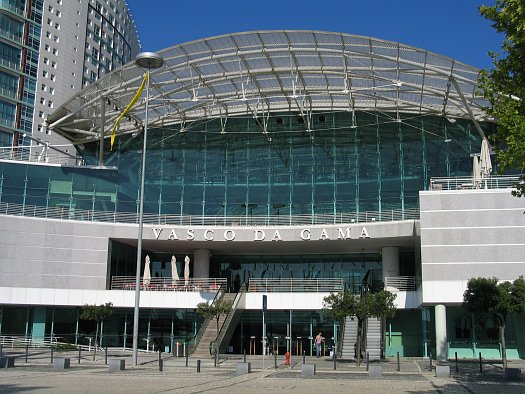
达伽马商业中心
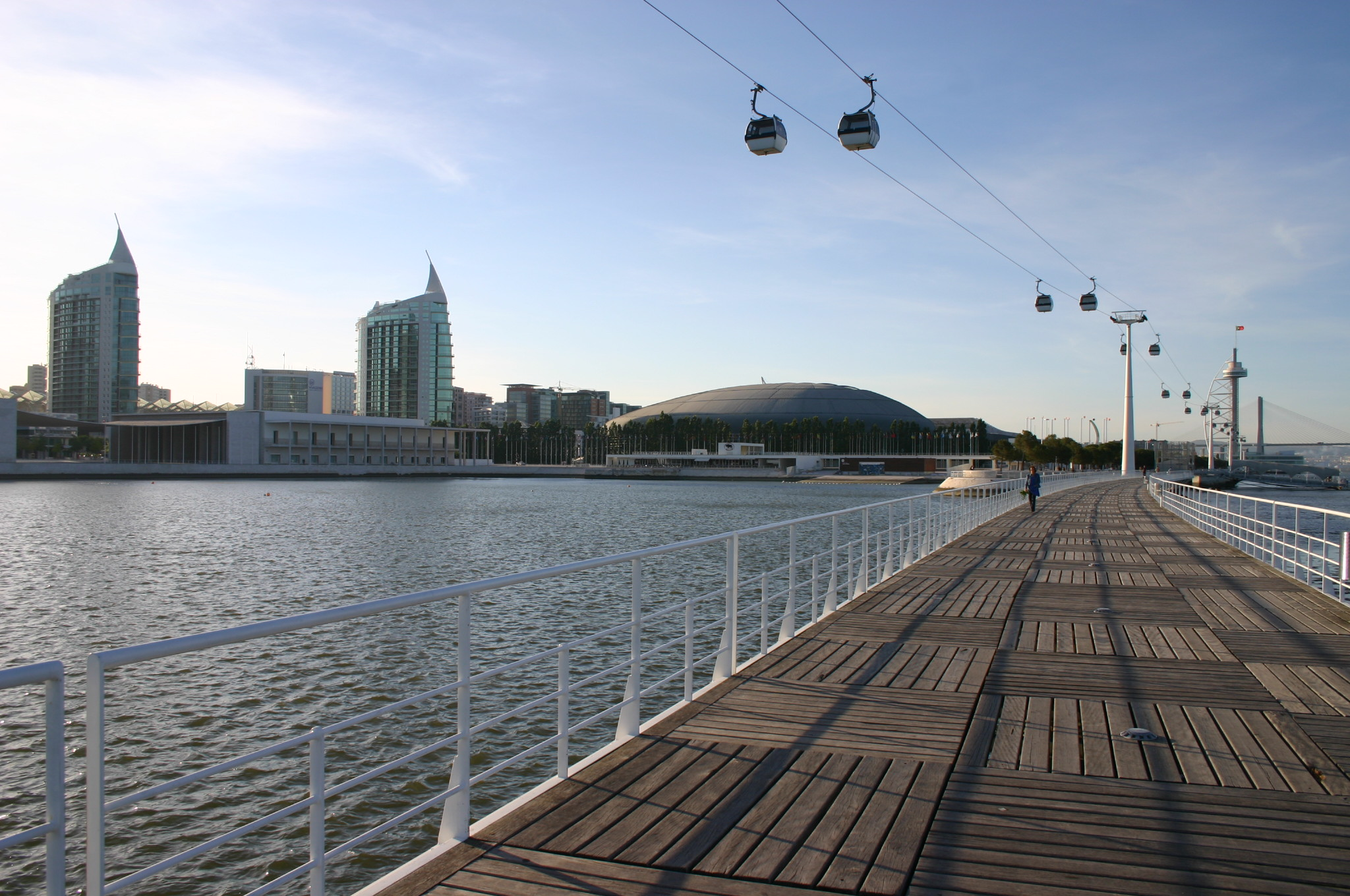
长廊，缆车，圣盖博和圣拉斐尔双塔，大西洋馆
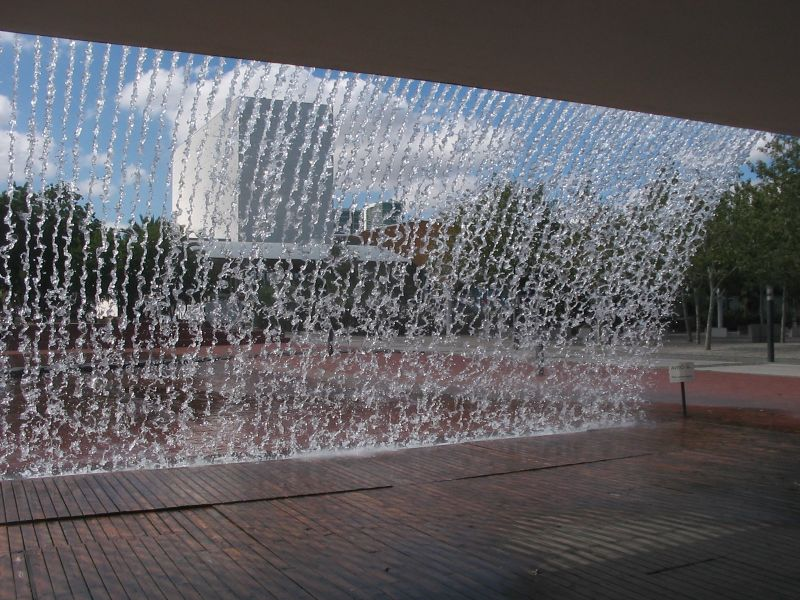
瀑布

38°46′05″N 9°05′38″W / 38.76806°N 9.09389°W